# Championnats de France de cyclo-cross
Pour les articles homonymes, voir Championnats de France de cyclisme.
Les Championnats de France de cyclo-cross sont des compétitions ouvertes aux professionnels et aux espoirs de nationalité française.
Les Championnats de France de cyclo-cross sont organisés chaque année depuis 1902 afin de déterminer le Champion de France. Le titre est attribué sur une course unique. Le Champion de France porte le maillot tricolore jusqu'aux Championnats de France suivants.
Francis Mourey détient le record du nombre de victoires chez les séniors avec neuf titres. Il devance Eugène Christophe, André Dufraisse et Roger Rondeaux sept fois victorieux lors de ces championnats.
En 2022, une nouvelle épreuve est ajoutée au programme : le relais des comités régionaux. Il consiste en un relais de quatre coureurs, chacun devant effectuer un tour. Les équipes sont composées de deux hommes et deux femmes, avec pour chaque sexe un coureur Élite ou Espoir et un coureur Junior ou Cadet.

## Histoire
À partir de 1979, deux championnats de France de cyclo-cross existent jusqu'en 1990. L'un est réservé aux cyclistes professionnels et l'autre est ouvert aux coureurs amateurs. L'année suivante, les deux championnats sont regroupés en un seul dénommé open seniors qui devient élites en 1996. En 1978, un championnat de France juniors est créé, un championnat espoirs se court dès 1987, tandis qu'en 1996 un championnat cadets est ajouté au programme. L'épreuve féminine se déroule pour la première fois en 2000.

## Épreuves
| Catégorie       | Hommes      | Femmes      |
| Élites          | depuis 1902 | depuis 2000 |
| Espoirs         | depuis 1987 | depuis 2020 |
| Juniors         | depuis 1978 | depuis 2012 |
| Cadets/Cadettes | depuis 1996 | depuis 2010 |
| Amateur         | 1979-1990   | -           |
| Relais          | depuis 2022 | depuis 2022 |

## Lieux
| Année      | Lieu                   |
| 1902       | Verrières              |
| 1903       | Verrières (2)          |
| 1904       | non organisés          |
| 1905       | Mont Valérien          |
| 1906       | Mont Valérien (2)      |
| 1907       | Mont Valérien (3)      |
| 1908       | Mont Valérien (4)      |
| 1909       | Mont Valérien (5)      |
| 1910       | Mont Valérien (6)      |
| 1911       | Mont Valérien (7)      |
| 1912       | Mont Valérien (8)      |
| 1913       | Mont Valérien (9)      |
| 1914       | Mont Valérien (10)     |
| 1915-1920  | non organisés          |
| 1920       | Mont Valérien (11)     |
| 1921       | Mont Valérien (12)     |
| 1922       | Fontainebleau          |
| 1923       | Fontainebleau (2)      |
| 1924       | Fontainebleau (3)      |
| 1925       | Fontainebleau (4)      |
| 1926       | Fontainebleau (5)      |
| 1927       | Fontainebleau (6)      |
| 1928       | Fontainebleau (7)      |
| 1929       | Fontainebleau (8)      |
| 1930       | Fontainebleau (9)      |
| 1931       | Fontainebleau (10)     |
| 1932       | Fontainebleau (11)     |
| 1933       | Fontainebleau (12)     |
| 1934       | Fontainebleau (13)     |
| 1935       | Fontainebleau (14)     |
| 1936       | Fontainebleau (15)     |
| 1937       | Fontainebleau (16)     |
| 1938       | Fontainebleau (17)     |
| 1939       | Fontainebleau (18)     |
| 1940       | non organisés          |
| 1941 (ZO2) | Marnes-la-Coquette     |
| 1941 (ZL2) | Bron                   |
| 1942 (ZO2) | Marnes-la-Coquette (2) |
| 1942 (ZL2) | Marseille              |
| 1943       | Toulouse               |
| 1944       | Fontainebleau (19)     |
| 1945       | Fontainebleau (20)     |

| Année | Lieu                        |
| 1946  | Fontainebleau (21)          |
| 1947  | Fontainebleau (22)          |
| 1948  | Charbonnières-les-Bains     |
| 1949  | Nancy                       |
| 1950  | Fontainebleau (23)          |
| 1951  | Marsannay-la-côte           |
| 1952  | Limoges                     |
| 1953  | Besançon                    |
| 1954  | La Baule                    |
| 1955  | Calais                      |
| 1956  | Dreux                       |
| 1957  | Bourges                     |
| 1958  | Calais (2)                  |
| 1959  | Saint-Fons                  |
| 1960  | Poitiers                    |
| 1961  | Vihiers                     |
| 1962  | Lurbe-Saint-Christau        |
| 1963  | Cesson-Sévigné              |
| 1964  | Bec Hellouin                |
| 1965  | Aiglemont                   |
| 1966  | Labatut                     |
| 1967  | Épernay                     |
| 1968  | Josselin                    |
| 1969  | Sarrebourg                  |
| 1970  | Le Havre                    |
| 1971  | Saint-Junien                |
| 1972  | Saint-Leu-d'Esserent        |
| 1973  | Lanarvily                   |
| 1974  | Kaysersberg                 |
| 1975  | Saint-Simeux                |
| 1976  | Chazay d'Azergues           |
| 1977  | Lapugnoy                    |
| 1978  | Pontchâteau                 |
| 1979  | Porchefontaine (Versailles) |
| 1980  | Langres                     |
| 1981  | Cours-les-Barres            |
| 1982  | Miramas                     |
| 1983  | Salies-de-Béarn             |
| 1984  | Reyrieux                    |
| 1985  | La Chaussaire               |
| 1986  | Fourmies                    |
| 1987  | Camors                      |

| Année | Lieu               |
| 1988  | Munster            |
| 1989  | Tessé-la-Madeleine |
| 1990  | Cap d'Agde         |
| 1991  | Lunéville          |
| 1992  | Saint-Herblain     |
| 1993  | Montreuil          |
| 1994  | Sablé-sur-Sarthe   |
| 1995  | Cublize            |
| 1996  | Lanarvily (2)      |
| 1997  | Harnes             |
| 1998  | Nommay             |
| 1999  | Pontchâteau (2)    |
| 2000  | Manosque           |
| 2001  | Blaye              |
| 2002  | Sarrebourg (2)     |
| 2003  | Nommay (2)         |
| 2004  | Limoges            |
| 2005  | Liévin             |
| 2006  | Sedan              |
| 2007  | Lanarvily (3)      |
| 2008  | Pontchâteau (3)    |
| 2009  | Pontchâteau (4)    |
| 2010  | Liévin (2)         |
| 2011  | Lanarvily (4)      |
| 2012  | Quelneuc           |
| 2013  | Nommay (3)         |
| 2014  | Lignières          |
| 2015  | Pontchâteau (5)    |
| 2016  | Besançon (2)       |
| 2017  | Lanarvily (5)      |
| 2018  | Quelneuc (2)       |
| 2019  | Besançon (3)       |
| 2020  | Flamanville        |
| 2021  | Pontchâteau (6)    |
| 2022  | Liévin (3)         |
| 2023  | Bagnoles-de-l'Orne |
| 2024  | Camors (2)         |
| 2025  | Pontchâteau (7)    |

## Palmarès hommes

### Élites
| Année     | Or                          | Argent                    | Bronze                    |
| --------- | --------------------------- | ------------------------- | ------------------------- |
| 1902      | Fernand De Baeder (ama)     | Henri Vazieux (ama)       | Henri Roques (ama)        |
| 1903      | Robert Seigneur (ama)       | Enrico Fouquier (ama)     | Louis Rigoust (ama)       |
| 1905      | Pierre Frère (ama)          | Eugène Christophe         | Louis Rigoust (ama)       |
| 1906      | Henri-Pierre Dupont (ama)   | Jean Devoissoux (ama)     | - Chevret (ama)           |
| 1907      | Octave Lapize (ama)         | Lucien Pagès (ama)        | - Fox (ama)               |
| 1908      | Marcel Baumler (indé)       | Lucien Pagès (ama)        | Gilbert Stoeffel (ama)    |
| 1909      | Eugène Christophe           | Antoine d'Annunzio (ama)  | Maurice Lainé (ama)       |
| 1910      | Eugène Christophe           | Georges Tribouillard      | Henri Massicot (ama)      |
| 1911      | Eugène Christophe           | Georges Tribouillard      | Aldo Bettini (ama)        |
| 1912      | Eugène Christophe           | Julien Loisel (ama)       | Lucien Pagès (ama)        |
| 1913      | Eugène Christophe           | Gommaire Jobin (ama)      | Julien Loisel (ama)       |
| 1914      | Eugène Christophe           | Francis Pélissier (ama)   | Georges Gatier (ama)      |
| 1920      | Gaston Degy                 | Eugène Christophe         | Honoré Barthélémy         |
| 1921      | Eugène Christophe (7)       | Charles Lacquehay         | Roger Lacolle (ama)       |
| 1922      | Roger Lacolle (ama)         | Gaston Degy               | Eugène Christophe         |
| 1923      | Roger Lacolle (2)           | Eugène Christophe         | Marcel Vincent (ama)      |
| 1924      | Fernand Lemay               | Gaston Degy               | Fernand Dubourg (ama)     |
| 1925      | Alexandre Piveteau (ama)    | Antoine Peyrard (ama)     | Clément Vottier (ama)     |
| 1926      | Charles Pélissier           | Roger Lacolle (ama)       | Alexandre Piveteau (ama)  |
| 1927      | Charles Pélissier           | Paul Le Drogo             | Camille Foucaux (ama)     |
| 1928      | Charles Pélissier (3)       | Camille Foucaux           | Auguste Segaud (ama)      |
| 1929      | Camille Foucaux             | Auguste Segaud (ama)      | Marcel Mazeyrat           |
| 1930      | Camille Foucaux             | Henri Deconinck           | Aubert Winsingues (ama)   |
| 1931      | Camille Foucaux             | Henri Deconinck           | André Vanderdonckt        |
| 1932      | Camille Foucaux (4)         | Aubert Winsingues         | Marcel Duc (ama)          |
| 1933      | André Vanderdonckt          | Théodore Ladron (ama)     | Auguste Segaud (ama)      |
| 1934      | Charles Vaast               | Léon Maillard             | Robert Laforgue           |
| 1935      | Robert Laforgue             | Georges Peuziat           | Jean Colotte              |
| 1936      | Paul Chocque                | Francis Guilhaire         | Robert Oubron             |
| 1937      | Georges Peuziat             | Robert Oubron             | Charles Vaast             |
| 1938      | Paul Chocque (2)            | Maurice Cacheux           | Ludovic Bulteau (ama)     |
| 1939      | Robert Laforgue             | Charles Vaast             | Marcel Duc (ama)          |
| 1941 (ZO) | Robert Oubron               | Georges Peuziat           | Kléber Piot (ama)         |
| 1941 (ZL) | Gino Proietti (ama)         | Jules Rougemont (ama)     | Marius Nanni (ama)        |
| 1942 (ZO) | Robert Oubron               | Albert Carapezzi (ama)    | Georges Peuziat           |
| 1942 (ZL) | Gino Proietti               | Jules Stellon (ama)       | Roger Pierredon (ama)     |
| 1943      | Robert Oubron               | Robert Dorgebray          | Marcel Duc (ama)          |
| 1944      | Robert Oubron               | Kléber Piot               | Victor Cosson             |
| 1945      | Jean Robic                  | Kléber Piot               | Roger Rondeaux            |
| 1946      | Robert Oubron (5)           | Kléber Piot               | Georges Ramoulux          |
| 1947      | Roger Rondeaux              | Pierre Jodet              | Vincent Ceci              |
| 1948      | Roger Rondeaux              | Pierre Jodet              | Robert Oubron             |
| 1949      | Roger Rondeaux              | Georges Ramoulux          | Robert Oubron             |
| 1950      | Pierre Jodet                | Georges Meunier           | Kléber Piot               |
| 1951      | Roger Rondeaux              | André Dufraisse           | Georges Meunier           |
| 1952      | Roger Rondeaux              | Antonin Canavèse          | André Dufraisse           |
| 1953      | Roger Rondeaux              | Gilbert Bauvin            | Antonin Canavèse          |
| 1954      | Roger Rondeaux (7)          | Pierre Jodet              | André Dufraisse           |
| 1955      | André Dufraisse             | Gérard Durand             | Roger Rondeaux            |
| 1956      | André Dufraisse             | Georges Meunier           | Pierre Jodet              |
| 1957      | Georges Meunier             | Pierre Jodet              | André Dufraisse           |
| 1958      | André Dufraisse             | André Brulé               | Georges Meunier           |
| 1959      | André Dufraisse             | André Brulé               | Georges Meunier           |
| 1960      | Georges Meunier (2)         | Robert Aubry (indé)       | Jean Gérardin (ama)       |
| 1961      | André Dufraisse             | Jean Gérardin (ama)       | Maurice Gandolfo          |
| 1962      | André Dufraisse             | Maurice Gandolfo          | Bernard Vattier (ama)     |
| 1963      | André Dufraisse (7)         | Maurice Gandolfo          | Pierre Bernet             |
| 1964      | Michel Pelchat (indé)       | Pierre Bernet             | Jean Gérardin (ama)       |
| 1965      | Pierre Bernet               | Maurice Gandolfo          | Jules Leclercq (ama)      |
| 1966      | Michel Pelchat (ama-HC) (2) | Pierre Bernet (ama-HC)    | Joseph Mahé (ama-HC)      |
| 1967      | Jean-Pierre Ducasse         | Pierre Bernet (ama-HC)    | André Bayssière           |
| 1968      | Jean-Pierre Ducasse (2)     | Luc Evrard (ama)          | Michel Pelchat            |
| 1969      | James Herbain               | Pierre Bernet (ama-HC)    | Jean-Paul Weibel (ama)    |
| 1970      | Pierre Bernet (2)           | Walter Ricci              | James Herbain (ama)       |
| 1971      | Jean-Michel Richeux         | Alex Gérardin (ama)       | Pierre Bernet             |
| 1972      | Jean-Michel Richeux (2)     | Pierre Bernet             | André Wilhelm             |
| 1973      | André Wilhelm               | Pierre Bernet             | Jean-Yves Plaisance (ama) |
| 1974      | André Wilhelm               | Alex Gérardin (ama)       | Pierre Bernet             |
| 1975      | Alex Gérardin (ama)         | Walter Ricci (ama)        | Gilbert Lahalle (ama)     |
| 1976      | Cyrille Guimard             | Jean-Yves Plaisance (ama) | Alex Gérardin (ama)       |
| 1977      | Alex Gérardin (ama)         | Robert Alban              | Jean-Yves Plaisance (ama) |
| 1978      | Jean-Yves Plaisance (ama)   | Jean Chassang             | Pierre-Raymond Villemiane |
| 1979      | André Wilhelm (3)           | Pierre-Raymond Villemiane | Jean Chassang             |
| 1980      | Alex Gérardin (3)           | Robert Alban              | Jacques Osmont            |
| 1981      | Jean Chassang               | Alex Gérardin             | André Wilhelm             |
| 1982      | Marc Madiot                 | Alex Gérardin             | Pascal Poisson            |
| 1983      | Martial Gayant              | Patrice Thévenard         | Marc Madiot               |
| 1984      | Yvon Madiot                 | Martial Gayant            | Marc Madiot               |
| 1985      | Yvon Madiot                 | Marc Madiot               | Martial Gayant            |
| 1986      | Martial Gayant (2)          | Yvon Madiot               | Ronan Pensec              |
| 1987      | Yvon Madiot (3)             | Christophe Lavainne       | Martial Gayant            |
| 1988      | Christophe Lavainne         | Martial Gayant            | Yvon Madiot               |
| 1989      | Dominique Arnould           | Martial Gayant            | Christophe Lavainne       |
| 1990      | Christophe Lavainne (2)     | Dominique Arnould         | Bruno Lebras              |
| 1991      | Bruno Lebras                | David Pagnier             | Daniel Maquet             |
| 1992      | David Pagnier               | Dominique Arnould         | Emmanuel Magnien          |
| 1993      | Dominique Arnould           | Emmanuel Magnien          | David Pagnier             |
| 1994      | Dominique Arnould           | Cyrille Bonnand           | David Pagnier             |
| 1995      | Jérôme Chiotti              | David Pagnier             | Emmanuel Magnien          |
| 1996      | Emmanuel Magnien            | Jérôme Chiotti            | Patrice Halgand           |
| 1997      | Christophe Mengin           | David Pagnier             | Dominique Arnould         |
| 1998      | Christophe Mengin (2)       | Dominique Arnould         | Emmanuel Magnien          |
| 1999      | Christophe Morel            | Emmanuel Magnien          | Sébastien Loigerot        |
| 2000      | Christophe Morel (2)        | Dominique Arnould         | Miguel Martinez           |
| 2001      | David Pagnier               | Cyrille Bonnand           | Miguel Martinez           |
| 2002      | Dominique Arnould           | David Derepas             | John Gadret               |
| 2003      | Dominique Arnould (5)       | John Gadret               | Arnaud Labbe              |
| 2004      | John Gadret                 | Arnaud Labbe              | Christophe Morel          |
| 2005      | Francis Mourey              | John Gadret               | Arnaud Labbe              |
| 2006      | John Gadret (2)             | Francis Mourey            | Arnaud Labbe              |
| 2007      | Francis Mourey              | John Gadret               | Jérôme Chevallier         |
| 2008      | Francis Mourey              | John Gadret               | Arnaud Labbe              |
| 2009      | Francis Mourey              | Steve Chainel             | Julien Belgy              |
| 2010      | Francis Mourey              | Steve Chainel             | Nicolas Bazin             |
| 2011      | Francis Mourey              | John Gadret               | Arnold Jeannesson         |
| 2012      | Aurélien Duval              | Steve Chainel             | Francis Mourey            |
| 2013      | Francis Mourey              | Arnold Jeannesson         | John Gadret               |
| 2014      | Francis Mourey              | Fabien Canal              | Nicolas Bazin             |
| 2015      | Clément Lhotellerie         | Clément Venturini         | Francis Mourey            |
| 2016      | Francis Mourey (9)          | Clément Venturini         | John Gadret               |
| 2017      | Clément Venturini           | Arnold Jeannesson         | John Gadret               |
| 2018      | Steve Chainel               | Francis Mourey            | Arnold Jeannesson         |
| 2019      | Clément Venturini           | Fabien Canal              | Francis Mourey            |
| 2020      | Clément Venturini           | Joshua Dubau              | Fabien Doubey             |
| 2021      | Clément Venturini           | Joshua Dubau              | David Menut               |
| 2022      | Joshua Dubau                | Yan Gras                  | Fabien Doubey             |
| 2023      | Clément Venturini           | Fabien Doubey             | Joshua Dubau              |
| 2024      | Clément Venturini (6)       | Joshua Dubau              | Théo Thomas               |
| 2025      | Clément Venturini (7)       | Joshua Dubau              | Fabien Doubey             |

- Coureurs les plus titrés[3]

| # | Coureurs          | Titres | Années    |
| - | ----------------- | ------ | --------- |
| 1 | Francis Mourey    | 9      | 2005-2016 |
| 2 | Eugène Christophe | 7      | 1909-1921 |
| 2 | Roger Rondeaux    | 7      | 1947-1954 |
| 2 | André Dufraisse   | 7      | 1955-1963 |
| 2 | Clément Venturini | 7      | 2017-2025 |
| 6 | Robert Oubron     | 5      | 1941-1946 |
| 6 | Dominique Arnould | 5      | 1989-2003 |
| 8 | Camille Foucaux   | 4      | 1929-1932 |
| 9 | Charles Pélissier | 3      | 1926-1928 |
| 9 | André Wilhelm     | 3      | 1973-1979 |
| 9 | Alex Gérardin     | 3      | 1975-1980 |
| 9 | Yvon Madiot       | 3      | 1984-1987 |

### Espoirs / U23
| Année | Or                     | Argent             | Bronze                  |
| ----- | ---------------------- | ------------------ | ----------------------- |
| 1987  | Dominique Arnould      | Gwénaël Guégan     | Bruno Blangeois         |
| 1988  | Christophe Mengin      | Stéphane Piriac    | Marc Meyer              |
| 1989  | David Pagnier          | Eddy Seigneur      | Emmanuel Duez           |
| 1990  | Cyriaque Duval         | David Pagnier      | José Jauregui           |
| 1991  | Emmanuel Magnien       | Franck Laurance    | Jérôme Chiotti          |
| 1992  | Jérôme Chiotti         | Régis Duros        | Olivier Macedo          |
| 1993  | David Lefèvre          | Sébastien Loigerot | Christophe Morel        |
| 1994  | Patrice Halgand        | Sébastien Loigerot | Christophe Morel        |
| 1995  | Patrice Halgand (2)    | Christophe Morel   | Pascal Perrin           |
| 1996  | Miguel Martinez        | Laurent Lefèvre    | Vincent Renault         |
| 1997  | Christophe Morel       | David Derepas      | Gaël Moreau             |
| 1998  | Miguel Martinez (2)    | David Derepas      | Guillaume Benoist       |
| 1999  | Guillaume Benoist      | John Gadret        | Thomas Lecuyer          |
| 2000  | David Derepas          | John Gadret        | Jean-Baptiste Béraud    |
| 2001  | Francis Mourey         | Thomas Lecuyer     | Julien Absalon          |
| 2002  | Francis Mourey (2)     | David Boucher      | Jean-Baptiste Béraud    |
| 2003  | Fabien Bourly          | Julien Belgy       | Sébastien Minard        |
| 2004  | Stéphane Belot         | Julien Belgy       | Romain Fondard          |
| 2005  | Romain Villa           | Steve Chainel      | Julien Belgy            |
| 2006  | Clément Lhotellerie    | Florian Le Corre   | Jonathan Lopez          |
| 2007  | Romain Villa (2)       | Aurélien Duval     | Arnold Jeannesson       |
| 2008  | Aurélien Duval         | Jonathan Lopez     | Clément Bourgoin        |
| 2009  | Arnaud Jouffroy        | Matthieu Boulo     | Guillaume Perrot        |
| 2010  | Matthieu Boulo         | Arnaud Jouffroy    | Jérémy Grimal           |
| 2011  | Matthieu Boulo (2)     | Camille Thominet   | Freddie Guilloux        |
| 2012  | Julian Alaphilippe     | Kévin Bouvard      | Clément Venturini       |
| 2013  | Julian Alaphilippe (2) | Clément Venturini  | Jimmy Turgis            |
| 2014  | Clément Venturini      | David Menut        | Fabien Doubey           |
| 2015  | Fabien Doubey          | Clément Russo      | Victor Koretzky         |
| 2016  | Clément Russo          | Victor Koretzky    | Lucas Dubau             |
| 2017  | Tony Périou            | Clément Russo      | Joshua Dubau            |
| 2018  | Lucas Dubau            | Joshua Dubau       | Maxime Bonsergent       |
| 2019  | Antoine Benoist        | Eddy Finé          | Sandy Dujardin          |
| 2020  | Antoine Benoist (2)    | Mickaël Crispin    | Joris Delbove           |
| 2021  | Antoine Huby           | Joris Delbove      | Florian Richard Andrade |
| 2022  | Romain Grégoire        | Joris Delbove      | Clément Alleno          |
| 2023  | Martin Groslambert     | Nathan Bommenel    | Rémi Lelandais          |
| 2024  | Nathan Bommenel        | Rémi Lelandais     | Léo Bisiaux             |
| 2025  | Léo Bisiaux            | Aubin Sparfel      | Corentin Lequet         |

### Juniors / U19
| Année | Or                      | Argent                   | Bronze                |
| ----- | ----------------------- | ------------------------ | --------------------- |
| 1978  | Thierry Casas           | Francis Quessette        | Philippe Casas        |
| 1979  | Thierry Casas (2)       | Roland Buch              | Jean-Jacques Philipp  |
| 1980  | Philippe Mertens        | Laurent Cailleau         | Bruno Lebras          |
| 1981  | Éric Guillot            | Gilles Sanders           | Jean-Michel Ortiz     |
| 1982  | Gilles Sanders          | Philippe Casado          | Jean-Michel Bourdeul  |
| 1983  | Thierry Valette         | Jean-Pierre Dutilleul    | Didier Thueux         |
| 1984  | Didier Thueux           | Gwénaël Guégan           | Dominique Arnould     |
| 1985  | Didier Arbault          | Dominique Arnould        | Alain Hupel           |
| 1986  | Claude Bonsergent       | David Bathie             | Jean-Luc Poder        |
| 1987  | Cyriaque Duval          | Lionel Ory               | Franck Paslier        |
| 1988  | Emmanuel Magnien        | José Jaurégui            | David Pagnier         |
| 1989  | Emmanuel Magnien (2)    | José Jaurégui            | Jérôme Chiotti        |
| 1990  | Jérôme Chiotti          | Anthony Benbetka         | Sébastien Medan       |
| 1991  | Anthony Benbetka        | Jérôme Delbove           | Olivier Asmaker       |
| 1992  | Jérôme Delbove          | Pascal Perrin            | Michel Wilhelm        |
| 1993  | Miguel Martinez         | Laurent Lefèvre          | Christophe Morel      |
| 1994  | Miguel Martinez (2)     | Laurent Lefèvre          | Stéphane Cougé        |
| 1995  | Grégory Lapalud         | Guillaume Benoist        | Peter Pouly           |
| 1996  | Gaël Moreau             | David Derepas            | Gregory Lapalud       |
| 1997  | Nicolas Dieudonné       | Lionel Calvez            | John Gadret           |
| 1998  | Romain Denhez           | Julien Bertaut           | Nicolas Martin        |
| 1999  | Jean-Baptiste Beraud    | Emmanuel Lahonta         | Sébastien Da Silva    |
| 2000  | Steve Chainel           | Pierre-Bernard Vaillant  | Fabrice Bost          |
| 2001  | Julien Belgy            | Pierre-Bernard Vaillant  | Florent Collin        |
| 2002  | Romain Villa            | Fabien Pedemanaud        | Adrien Delautre       |
| 2003  | Clément Lhotellerie     | Nicolas Belot            | Jonathan Hivert       |
| 2004  | Clément Lhotellerie (2) | Jonathan Lopez           | Tony Huet             |
| 2005  | Jules Chabanon          | Guillaume Perrot         | Romain Lejeune        |
| 2006  | Aurélien Duval          | Jules Chabanon           | Nicolas Morel         |
| 2007  | Arnaud Jouffroy         | Thomas Girard            | Matthieu Boulo        |
| 2008  | Arnaud Jouffroy (2)     | Clément Koretzky         | Pierre Garson         |
| 2009  | Alexandre Billon        | Anthony Maldonado        | Valentin Hadoux       |
| 2010  | David Menut             | Émilien Viennet          | Julian Alaphilippe    |
| 2011  | Fabien Doubey           | Quentin Jauregui         | Kévin Bouvard         |
| 2012  | Quentin Jauregui        | Romain Seigle            | Victor Koretzky       |
| 2013  | Clément Russo           | Léo Vincent              | Yan Gras              |
| 2014  | Sébastien Havot         | Hugo Pigeon              | Florian Vidal         |
| 2015  | Eddy Finé               | Émile Canal              | Alexis Bourmaud       |
| 2016  | Maxime Gagnaire         | Simon Lepoittevin-Dubost | Matthieu Legrand      |
| 2017  | Maxime Bonsergent       | Antoine Benoist          | Nicolas Guillemin     |
| 2018  | Benjamin Rivet          | Théo Thomas              | Anthony Courrière     |
| 2019  | Antoine Huby            | Théo Thomas              | Ronan Auffret         |
| 2020  | Ugo Ananie              | Rémi Lelandais           | Baptiste Vadic        |
| 2021  | Nathan Bommenel         | Lenny Martinez           | Louis Sparfel         |
| 2022  | Louka Lesueur           | Léo Bisiaux              | Romain Debord         |
| 2023  | Léo Bisiaux             | Fantin Gloux             | Jules Simon           |
| 2024  | Paul Seixas             | Jules Simon              | Maxime Vézie          |
| 2025  | Florian Fery            | Théophile Vassal         | Soren Bruyère Joumard |

### Cadets / U17
| Année | Or                       | Argent                   | Bronze                   |
| ----- | ------------------------ | ------------------------ | ------------------------ |
| 1996  | Romain Denhez            | Julien Bertaut           | Jérôme Boeffard          |
| 1997  | Ludovic Lanceleur        | Thomas Degas             | David Guidoux            |
| 1998  | Grégory Bernard          | Alexandre Gelon          | Sébastien Minard         |
| 1999  | Pierre Bernard Vaillant  | Grégory Chaval           | Mickaël Schmitt          |
| 2000  | Romain Fondard           | Jean-Eudes Demaret       | Fabien Roulleau          |
| 2001  | Romain Villa             | Pierre Charre            | Pierre Bouillet          |
| 2002  | Olivier Sarrazin         | Clément Lhotellerie      | Arnaud Moreau            |
| 2003  | Yannick Martinez         | Olivier Sarrazin         | Anthony Cailleau         |
| 2004  | Geoffrey Lorrain         | Yannick Martinez         | Pierre Kieffer           |
| 2005  | Romain Pinot             | Glenn Le Queau           | Freddie Guilloux         |
| 2006  | Arnaud Jouffroy          | Pierre Garson            | Pascal Le Roux           |
| 2007  | Pierre Garson            | Valentin Hadoux          | Émilien Viennet          |
| 2008  | Émilien Viennet          | Pierre-Henri Lecuisinier | Maxime Huygens           |
| 2009  | Pierre-Henri Lecuisinier | Anthony Chamerat-Dumont  | Kévin Bouvard            |
| 2010  | Antony Chamerat-Dumont   | Anthony Turgis           | Anthony Morel            |
| 2011  | Léo Vincent              | Raphaël Gay              | Yan Gras                 |
| 2012  | Anthony Kuentz           | Lucas Dubau              | Hugo Briatta             |
| 2013  | Émile Canal              | Joffrey Degueurce        | Sandy Dujardin           |
| 2014  | Mickaël Crispin          | Thomas Bonnet            | Simon Lepoittevin-Dubost |
| 2015  | Nicolas Guillemin        | Maxime Bonsergent        | Jérémy Montauban         |
| 2016  | Thibault Valognes        | Benjamin Rivet           | Clément Melaye           |
| 2017  | Antoine Huby             | Alexandre Le Roux        | Axel Laurance            |
| 2018  | Florian Richard Andrade  | Bastien Tronchon         | Rémi Lelandais           |
| 2019  | Pierrick Burnet          | Pierre Gautherat         | Paul Anchain             |
| 2020  | Louka Lesueur            | Pierre-Henry Basset      | Corentin Lequet          |
| 2021  | Jarod Egéa-Garcia        | Paul Seixas              | Jules Simon              |
| 2022  | Paul Seixas              | Aubin Sparfel            | Louis Tanguy             |
| 2023  | Théophile Vassal         | Florian Fery             | Tom Brémont              |
| 2024  | Soren Bruyère Joumard    | Soen Le Pann             | Clément Bouyssou         |
| 2025  | Axel Martineau           | Florian Baudouin         | Gabriel Babin            |

### Amateurs
| Année | Or                      | Argent              | Bronze                |
| ----- | ----------------------- | ------------------- | --------------------- |
| 1979  | Daniel Perret           | Hilaire Desclos     | Pierre-Yves Duzellier |
| 1980  | Jean-Yves Plaisance     | Patrice Blanchardon | Jacques Orenga        |
| 1981  | Jean-Yves Plaisance (2) | René Bleuze         | Serge Dhont           |
| 1982  | Bruno Lebras            | Jean-Yves Plaisance | Patrice Blanchardon   |
| 1983  | Daniel Perret (2)       | Hilaire Desclos     | Didier Martinez       |
| 1984  | Pierre-Yves Duzellier   | Gilles Dubuis       | Serge Dhont           |
| 1985  | Didier Martinez         | Hilaire Desclos     | Gilles Dubuis         |
| 1986  | René Bleuze             | Bruno Lebras        | Daniel Maquet         |
| 1987  | Laurent Cailleau        | Alain Daniel        | Gilles Dubuis         |
| 1988  | Bruno Lebras            | Laurent Cailleau    | Didier Martinez       |
| 1989  | Bruno Lebras (3)        | Alain Daniel        | Didier Arbault        |
| 1990  | Alain Daniel            | Thierry Casas       | Stéphane Piriac       |

## Palmarès femmes

### Élites
| Année | Or                         | Argent                   | Bronze                    |
| ----- | -------------------------- | ------------------------ | ------------------------- |
| 2000  | Laurence Leboucher         | Sandra Temporelli        | Nadia Triquet-Claude      |
| 2001  | Laurence Leboucher         | Maryline Salvetat        | Virginie Souchon          |
| 2002  | Maryline Salvetat          | Laurence Leboucher       | Corinne Sempé             |
| 2003  | Laurence Leboucher         | Maryline Salvetat        | Nadia Triquet-Claude      |
| 2004  | Maryline Salvetat          | Laurence Leboucher       | Corinne Sempé             |
| 2005  | Maryline Salvetat          | Laurence Leboucher       | Corinne Sempé             |
| 2006  | Laurence Leboucher         | Maryline Salvetat        | Nadia Triquet-Claude      |
| 2007  | Maryline Salvetat          | Laurence Leboucher       | Christel Ferrier-Bruneau  |
| 2008  | Laurence Leboucher (5)     | Maryline Salvetat        | Christel Ferrier-Bruneau  |
| 2009  | Maryline Salvetat (5)      | Christel Ferrier-Bruneau | Caroline Mani             |
| 2010  | Caroline Mani              | Christel Ferrier-Bruneau | Pauline Ferrand-Prévot    |
| 2011  | Caroline Mani              | Pauline Ferrand-Prévot   | Christel Ferrier-Bruneau  |
| 2012  | Lucie Chainel-Lefèvre      | Pauline Ferrand-Prévot   | Caroline Mani             |
| 2013  | Lucie Chainel-Lefèvre (2)  | Pauline Ferrand-Prévot   | Christel Ferrier-Bruneau  |
| 2014  | Pauline Ferrand-Prévot     | Lucie Chainel-Lefèvre    | Caroline Mani             |
| 2015  | Pauline Ferrand-Prévot     | Caroline Mani            | Lucie Chainel-Lefèvre     |
| 2016  | Caroline Mani              | Laure Bouteloup          | Marlène Morel-Petitgirard |
| 2017  | Caroline Mani              | Juliette Labous          | Hélène Clauzel            |
| 2018  | Pauline Ferrand-Prévot (3) | Caroline Mani            | Marlène Petit             |
| 2019  | Caroline Mani (5)          | Marlène Petit            | Marion Norbert Riberolle  |
| 2020  | Marion Norbert-Riberolle   | Caroline Mani            | Perrine Clauzel           |
| 2021  | Amandine Fouquenet         | Perrine Clauzel          | Marion Norbert-Riberolle  |
| 2022  | Line Burquier              | Hélène Clauzel           | Amandine Fouquenet        |
| 2023  | Hélène Clauzel             | Line Burquier            | Perrine Clauzel           |
| 2024  | Hélène Clauzel (2)         | Amandine Fouquenet       | Anaïs Morichon            |
| 2025  | Amandine Fouquenet (2)     | Hélène Clauzel           | Célia Gery                |

Coureuses les plus titrées
- 5 : Laurence Leboucher, Caroline Mani, Maryline Salvetat
- 3 : Pauline Ferrand-Prévot
- 2 : Lucie Chainel-Lefèvre, Hélène Clauzel, Amandine Fouquenet

### Espoirs / U23
| Année | Or                       | Argent                   | Bronze              |
| ----- | ------------------------ | ------------------------ | ------------------- |
| 2020  | Marion Norbert-Riberolle | Léa Curinier             | Laura Porhel        |
| 2021  | Amandine Fouquenet       | Marion Norbert-Riberolle | Lauriane Duraffourg |
| 2022  | Line Burquier            | Amandine Fouquenet       | Olivia Onesti       |
| 2023  | Line Burquier (2)        | Lauriane Duraffourg      | Amandine Fouquenet  |
| 2024  | Electa Gallezot          | Olivia Onesti            | Camille Devigne     |
| 2025  | Célia Gery               | Amandine Muller          | Electa Gallezot     |

### Juniors / U19
| Année | Or                 | Argent                | Bronze              |
| ----- | ------------------ | --------------------- | ------------------- |
| 2012  | Julie Boucher      | Anaïs Grimault        | Audrey Menut        |
| 2013  | Laura Perry        | Émeline Gaultier      | Audrey Menut        |
| 2014  | Émeline Gaultier   | Laura Perry           | Chloé Fortin        |
| 2015  | Juliette Labous    | Hélène Clauzel        | Maëlle Grossetête   |
| 2016  | Hélène Clauzel     | Juliette Labous       | Maëlle Grossetête   |
| 2017  | Jade Wiel          | Maina Galand          | Évita Muzic         |
| 2018  | Jade Wiel (2)      | Pasquine Vandermouten | Léa Curinier        |
| 2019  | Amandine Fouquenet | Léa Curinier          | Lauriane Duraffourg |
| 2020  | Line Burquier      | Olivia Onesti         | Lauriane Duraffourg |
| 2021  | Line Burquier      | Olivia Onesti         | Lilou Fabrègue      |
| 2022  | Manon Briand       | Alexandra Valade      | Julie Bego          |
| 2023  | Lise Klaës         | Julie Bego            | Alexandra Valade    |
| 2024  | Célia Gery         | Amandine Muller       | Anaïs Moulin        |
| 2025  | Lise Revol         | Jeanne Duterne        | Lison Desprez       |

### Cadettes / U17
| Année | Or                    | Argent           | Bronze            |
| ----- | --------------------- | ---------------- | ----------------- |
| 2010  | Manon Bourdiaux       | Iris Sachet      | Marion Moulin     |
| 2011  | Audrey Menut          | Julie Boucher    | Maëva Calvez      |
| 2012  | Laura Perry           | Maëva Calvez     | Océane Grumel     |
| 2013  | Océane Grumel         | Chloé Fortin     | Juliette Labous   |
| 2014  | Maëlle Grossetête     | Juliette Labous  | Floriane Barberio |
| 2015  | Évita Muzic           | Marie Le Net     | Marceline Devaux  |
| 2016  | Pasquine Vandermouten | Ilona Peltier    | Marie Le Net      |
| 2017  | Pasquine Vandermouten | Marine Allione   | Louise Moullec    |
| 2018  | Line Burquier         | Maëva Squiban    | Olivia Onesti     |
| 2019  | Line Burquier         | Olivia Onesti    | Apolline Blot     |
| 2020  | Lilou Fabrègue        | Saska Arnaud     | Maurène Trégouët  |
| 2021  | Célia Gery            | Léane Desrieux   | Mélanie Dupin     |
| 2022  | Célia Gery            | Anaïs Moulin     | Amandine Muller   |
| 2023  | Lise Revol            | Jeanne Duterne   | Lison Desprez     |
| 2024  | Lise Revol            | Jeanne Duterne   | Thaïs Poirier     |
| 2025  | Lucie Elizalde        | Lana Le Guilloux | Justine Mesnard   |

## Palmarès du relais mixte
| Année | Or                                                                                          | Argent                                                                                       | Bronze                                                                        |
| ----- | ------------------------------------------------------------------------------------------- | -------------------------------------------------------------------------------------------- | ----------------------------------------------------------------------------- |
| 2022  | Bourgogne-Franche-Comté- Camille Giraud - Gabin Cler - Lauriane Duraffourg - Fabien Doubey  | Auvergne-Rhône-Alpes- Julie Bego - Léo Bisiaux - Audrey Weingarten - Quentin Navarro         | Bretagne- Manon Briand - Pierre-Henry Basset - Anaïs Grimault - Tony Périou   |
| 2023  | Auvergne-Rhône-Alpes- Célia Gery - Line Burquier - Léo Bisiaux - Romain Seigle              | Bourgogne-Franche-Comté- Romane Reynier - Lauriane Duraffourg - Alexis David - Fabien Doubey | Île-de-France- Maïa Bridier - Gwennig Le Dantec - Jules Simon - Lucas Dubau   |
| 2024  | Auvergne-Rhône-Alpes- Célia Gery - Amandine Vidon - Paul Seixas - David Menut               | Grand Est- Amandine Muller - Alexandra Valade - Aubin Sparfel - Lorenzo Marasco              | Bretagne- Ambre Jouault - Amandine Fouquenet - Maxime Vézie - Tom Mainguenaud |
| 2025  | Bourgogne-Franche-Comté- Théophile Vassal - Zélie Lambert - Electa Gallezot - Fabien Doubey | Bretagne- Lison Desprez - Soen Le Pann - Anaïs Morichon - Tony Périou                        | Grand Est- Jeanne Duterne - Florian Fery - Amandine Muller - Lorenzo Marasco  |